# Frederik Schou-Nielsen
Frederik Schou-Nielsen (født 5. februar 1996) er en dansk sprinter. Han har vundet to guldmedaljer fra danmarksmesterskaber. Han løber for Sparta Atletik.
Schou-Nielsen blev dansk mester på 100 m i 2018 og 2019.
I 2019 satte Schou-Nielsen sammen med Andreas Trajkovski, Kojo Musah og Tazana Kamanga-Dyrbak ny dansk rekord på 4 x 100 meteren med 39,61 sekunder.
Sammen med Simon Hansen, Tazana Kamanga-Dyrbak og Kojo Musah forbedrede Schou-Nielsen den danske rekord i 4×100 meterløb ved VM i stafet i 2021, hvor kvartetten overraskende blev nummer fire i tiden 39,06 sekunder. Finalepladsen ved VM gav også kvalifikation til OL 2020 (afholdt i 2021).